# Luis Chaparro
Luis Chaparro (Ciudad Juárez, Chihuahua) es un periodista independiente, productor y conductor, especializado en investigar temas relacionados con el narcotráfico, inmigración y crimen organizado en México y Estados Unidos.

## Trayectoria
Es Licenciado en Ciencias de la Comunicación por el Instituto Tecnológico de Estudios Superiores de Monterrey, donde estudió de 2009 a 2012. Su carrera periodística inició como reportero de El Diario de El Paso, en Texas, Estados Unidos. Mientras estudiaba fue corresponsal de la Agencia EFE en Chihuahua. En 2017 a 2020 se desempeñó como comisionado de cine en el Gobierno del Estado de Chihuahua. De manera paralela trabajó como periodista de investigación y productor freelance en Vice. Es un periodista binacional que radica en la frontera entre Estados Unidos y México, colabora con organizaciones criminales, funcionarios mexicanos y agencias de investigaciones estadounidenses.
Chaparro colabora con medios como Milenio, Proceso, Letras Libres, Aristegui Noticias, VICE, en donde por más de quince años ha dado cobertura periodística sobre cárteles de la droga, inmigración y asuntos binacionales.
Actualmente produce el podcast Cazagringos, donde narra historias sobre criminales extranjeros capturados en México y deportados a Estados Unidos. Asimismo, tiene su propio canal de internet en donde transmite noticias y reportajes llamado Pie de Nota.

### Controversia
Luis Chaparro reveló en una investigación que el gobernador de Sinaloa Rubén Rocha Moya,  mentía en relación a  su paradero el día del asesinato de Héctor Melesio Cuén. A partir de esto el periodista recibió ataques por parte del gobernador del estado.  Organizaciones de periodistas condenan el ataque al periodista Luis Chaparro y a la periodista Azucena Uresti.